# Symploce kibalituriensis
Symploce kibalituriensis es una especie de cucaracha del género Symploce, familia Ectobiidae.

## Distribución
Esta especie se encuentra en República Democrática del Congo.